# Гегард (футбольный клуб)
«Гегард» —  (армянский: Ֆուտբոլային Ակումբ Գեղարդ) - советский и армянский футбольный клуб из Абовяна,Котайкская область. Основан не позднее 1990 года. Клуб участвовал в первом сезоне Первой лиги Армении в 1992 году. Однако клуб был распущен перед началом сезона Первой лиги 1993 года.

## Достижения
- Во второй низшей лиге СССР — снят с турнира (в зональном турнире третьей лиги 1990 год).
- В первой лиге Армении — 6-е место (в финальном турнире первой лиги 1992 год).